# 190
سنة 190 م (بالأرقام الرومانية: CXC) كانت سنة بسيطة تبدأ يوم الخميس (الرابط يظهر نموذج الجدول الزمني الكامل للسنة) من التقويم اليولياني. بدأت تسمية السنة ب190 منذ العصور الوسطى المبكرة، عندما أصبح تقويم أنو دوميني هو الأسلوب السائد في أوروبا لتسمية السنوات.

## وفيات
- أثيناغوارس